# Nikola Primorac
Nikola Primorac (Dubrovnik, 28. srpnja 1840. – Prescot, 1. ožujka 1886.), bio je hrvatski pomorac, pustolov, kapetan i istraživač. Prvi je preplovio Atlantik u maloj jedrilici u smjeru Istok-Zapad.

## Životopis
Nikola Primorac rođen je u Dubrovniku 1840. godine u obitelji oca pekara i lihvara Ive i majke Ane (rođ. Nadramija, iz Brgata) Primorac. U obitelji Ive i Ane osim Nikole, koji je bio njihovo najmlađe dijete, bilo je još četvero djece, dvije kćeri (Stana i Ana) i dva sina (Đuro i Ivo).
Dne 2. lipnja 1870. godine za okladu od 1000 funta sterlinga sa svojom jedrilicom imena City of Ragusa koja je bila dužine 6,1 metar za 92 dana preplovio je Atlantik od Liverpoola do Bostona. Istim putem se je i vratio. To je tada bio podvig bez premca. Prvorazredna svjetska senzacija.